# 최민기 (축구 선수)
최민기(2002년 11월 8일 ~ )는 대한민국의 축구 선수로, 포지션은 중앙 미드필더이다. 과거 K리그1 대구 FC 소속이다. 2024년 계약만료.